# Тоні О'Каллаґан
Тоні О'Каллаґан (англ. Tony O'Callaghan; нар. 16 червня 1956, Лондон, Англія, Велика Британія) — англійський актор театру, кіно та телебачення. Найбільш відомий за роллю сержанта Метт Бойден у британському телесеріалі «Рахунок».

## Фільмографія
| Рік       |    | Українська назва               | Оригінальна назва         | Роль                   |
| --------- | -- | ------------------------------ | ------------------------- | ---------------------- |
| 2015      | ф  | Шабаш                          | The Coven                 | Чарлі                  |
| 2013—2018 | с  | Мешканці Іст-Енду              | EastEnders                | Оллі Волтерс           |
| 2007      | с  | Чудове місто                   | Fair City                 | о. Таддеус             |
| 2006—2012 | с  | Лікарі                         | Doctors                   | Сем Ренно / Стів Тюллі |
| 2004      | кф | Хрістіан                       | Christian                 | батько                 |
| 2004      | с  | Голбі-Сіті                     | Holby City                | Брайан Коутс           |
| 2003—2004 | с  | Сімейні справи                 | Family Affairs            | Майк Шоу               |
| 2003      | с  | Відділ з розслідування вбивств | Murder Investigation Team | Метью Бойден, сержант  |
| 1989—2003 | с  | Рахунок                        | The Bill                  | Метью Бойден, сержант  |
| 1991      | с  | Кругом                         | About Face                | лікар                  |
| 1990      | с  | Сценарій                       | Screenplay                | дететктив Льюїс        |
| 1990      | с  | Господар становища             | The Upper Hand            | Пол Кларк              |
| 1990      | с  | Замок пригод                   | The Castle of Adventure   | Джеф                   |
| 1989      | с  | Ганней                         | Hannay                    | Шарп                   |
| 1987      | с  | Я та моя дівчина               | Me and My Girl            | Браян                  |
| 1985—1987 | с  | Три вгору, два вниз            | Three Up, Two Down        | водій таксі            |
| 1985      | с  | Террі та Джун                  | Terry and June            | шофер                  |
| 1982      | с  | Банда Мерфі                    | Murphy's Mob              | Джон Вуд               |